# میاماکزیماکولپا: خاموشی در خانه خدا
میاماکزیماکولپا: خاموشی در خانه خدا مستندی است ساخته الکس گیبنی در سال ۲۰۱۲ که داستان ۴ مرد ناشنوا که علیه رسوایی‌های جنسی کلیسای کاتولیک دست به اعتراض می‌زنند را نمایش می‌دهد.